# Вивьен Морт
Vivienne Mort (Вивьен Морт) — украинская инди-рок-группа, основанная Даниэлой Заюшкиной в 2007 году.

## История
Первые попытки создания группы были еще в 2007 году, именно тогда вокалистка и автор песен, Даниэла Заюшкина, создаёт первые композиции и собирает музыкантов. С помощью сессионных музыкантов в 2008 году сделана запись двух песен на студии звукозаписи «Гніздо» — «Лети» и «День, коли святі…».
Весь 2009 год группа проводит в поисках музыкантов, эпизодически давая концерты с временными участниками. И, наконец, в 2010 году записывает свой дебютный мини-альбом «Єсєнтукі LOVE», который получает звание лучшего мини-альбома 2010 года по версии портала ФаДиез (7000 опрошенных).
В 2013 году на студии звукозаписи «Revet Sound» группа записывает первый полноценный альбом «Театр Pipinó» и отправляется во всеукраинский тур в поддержку диска. А уже в 2014 году выходит второй мини-альбом группы под названием «Готика».
2015 группа начала с акустического тура «Filin Tour», который стартовал 13 февраля в Киеве. А уже 1 марта коллектив выпускает третий мини-альбом — «Filin».
В 2016 группа выпустила четвертый мини-альбом «Rosa», который вышел 15 марта. 2 апреля стартовал тур с презентацией нового альбома, который начался в Польше и закончился концертом в Киеве.
16 января 2017 стало известно, что группа вышла в полуфинал национального отбора на «Евровидение 2017». 1 февраля, после довольно долгого затишья, выходит новый студийный трек «Iній», записанный на студии Revet Sound. За обложку к официальному треку отвечал Sasha Podolsky. Именно с этой песней 18 февраля группа выступила в третьем полуфинале украинского национального отбора на Евровидение 2017 года. В этом же году группа принимает участие во множестве фестивалей в Украине и за её пределами. Дана вместе с компанией Pepsi Ukraine воплощают в жизнь новое электронное звучание группы песней «Зустріч» совместно с Morphom. Это эксперимент артистов.
19 февраля 2018 года выходит полноформатный альбом под названием «Досвід», записанный на студии «Revet Sound».
Осенью 2019 года группа объявляет паузу в творчестве на неопределенный срок. Такое решение Vivienne Mort объясняют завершением первого этапа в творчестве. Следом анонсируют Всеукраинский прощальный тур, который должен  состояться весной 2020, но из-за пандемии, вызванной вирусом Covid-19, переносится на весну 2021 года. 
В 2020 года Vivienne Mort с альбомом «Досвід» были номинированы на Национальную премию Украины имени Тараса Шевченко - наивысшее творческое отличие за весомый вклад в развитие культуры и искусства, и стали ее финалистами. 
26 декабря 2020 года после долгого затишья выходит сингл «Перше Відкриття» . 

## Дискография

### Студийные альбомы
- 2010 — Єсєнтукі LOVE
- 2013 — Театр Pipinó
- 2014 — Готика
- 2015 — Filin
- 2016 — Rósa
- 2018 — Досвід
- 2024 — Фата

## Видеография
| Год  | Клип                  | Режиссёр         |
| ---- | --------------------- | ---------------- |
| 2013 | «Сліди маленьких рук» | Danil Bardack    |
| 2014 | «Риба»                | Haze             |
| 2015 | «Ти забув про мене»   | Олег Борщевский  |
| 2016 | «Пташечка»            | Daria Gai        |
| 2017 | «Пам’ятаєш»           | Danil Bardack    |
| 2017 | «Іній»                | Revet Sound      |
| 2018 | «Думаю про тебе»      | Анна Московченко |

## Участники фестивалей
- Форпост — 5 декабря 2009
- Мазепа-Фест — 17-18 июля 2010
- U.ROK — 24-27 июня 2011
- Fort.Missia — 1-3 июля 2011
- Respublica — 20-23 сентября 2012
- Узвар — 19-21 июля 2013
- Respublica — 13-15 сентября 2013
- Lviv acoustic fest — 19-20 октября 2013
- Быть Добру (Россия, Калужская область)-10 июля 2014
- ZaxidFest — 8-10 сентября 2014
- Respublica — 5-7 сентября 2014
- Lviv Acoustic Fest — 2014
- Razomfest — 2015
- Файне місто — 4 июля 2015
- ZaxidFest — 14-16 сентября 2015
- Флюгеры Львова 2016 — 6 май 2016